# Genta Miura
Genta Miura (Toyohashi, 1 de março de 1993) é um futebolista japonês que atua como zagueiro. Atualmente, joga pelo Gamba Osaka.

## Estatísticas do clube
| Clube          | Clube           | Clube          | Temporada | Temporada | Liga              | Liga              | Copa da Liga          | Copa da Liga          | Competições Asiáticas | Competições Asiáticas | Total | Total |
| Liga           | Copa            | Copa da Liga   | Jogos     | Gols      | Jogos             | Gols              | Jogos                 | Gols                  | Jogos                 | Gols                  | Jogos | Gols  |
| Japão          | Japão           | Japão          | Liga      | Liga      | Copa do Imperador | Copa do Imperador | Copa da Liga Japonesa | Copa da Liga Japonesa | Ásia                  | Ásia                  | Total | Total |
| -------------- | --------------- | -------------- | --------- | --------- | ----------------- | ----------------- | --------------------- | --------------------- | --------------------- | --------------------- | ----- | ----- |
| 2013           | Shimizu S-Pulse | J1             | 2         | 0         | 0                 | 0                 | 1                     | 0                     | -                     | -                     | 3     | 0     |
| 2014           | Shimizu S-Pulse | J1             | 7         | 0         | 1                 | 0                 | 0                     | 0                     | -                     | -                     | 8     | 0     |
| 2015           | Shimizu S-Pulse | J1             | 7         | 0         | 0                 | 0                 | 3                     | 0                     | -                     | -                     | 10    | 0     |
| 2016           | Shimizu S-Pulse | J2             | 29        | 0         | 2                 | 0                 | -                     | -                     | -                     | -                     | 31    | 0     |
| Total          | Total           | Total          | 45        | 0         | 3                 | 0                 | 4                     | 0                     | -                     | -                     | 52    | 0     |
| 2017           | Gamba Osaka     | J1             | 34        | 2         | 2                 | 0                 | 2                     | 0                     | 7                     | 1                     | 45    | 3     |
| 2018           | Gamba Osaka     | J1             | 34        | 0         | 1                 | 1                 | 6                     | 0                     | -                     | -                     | 41    | 1     |
| Total          | Total           | Total          | 68        | 2         | 3                 | 1                 | 8                     | 0                     | 7                     | 1                     | 86    | 4     |
| Carreira total | Carreira total  | Carreira total | 113       | 2         | 6                 | 1                 | 12                    | 0                     | 7                     | 1                     | 138   | 4     |

Reserves performance
| Desempenho do clube | Desempenho do clube        | Desempenho do clube | Liga  | Liga | Total | Total |
| Temporada           | Clube                      | Liga                | Jogos | Gols | Jogos | Gols  |
| Japão               | Japão                      | Japão               | Liga  | Liga | Total | Total |
| ------------------- | -------------------------- | ------------------- | ----- | ---- | ----- | ----- |
| 2014                | Seleção J.League de Sub-22 | J3                  | 8     | 1    | 8     | 1     |
| 2015                | Seleção J.League de Sub-22 | J3                  | 3     | 0    | 3     | 0     |
| Carreira Total      | Carreira Total             | Carreira Total      | 11    | 1    | 11    | 1     |

## Estatísticas da seleção nacional
| Seleção Japonesa | Seleção Japonesa | Seleção Japonesa |
| Ano              | Jogos            | Gols             |
| ---------------- | ---------------- | ---------------- |
| 2017             | 2                | 0                |
| Total            | 2                | 0                |